# Сира руда
Руда сира — видобута руда, яка підлягає збагаченню. Термін «Сира руда» застосовується в основному в металургії.
Багата сира руда дробиться і сортується, бідна — дробиться, подрібнюється і збагачується. З 2-ї половини XX ст. безпосередньо в металургії майже не застосовується.
Інша назва — рядова руда.